# Bonsiéga
Bonsiéga, également orthographié Bonseiga, est une commune rurale située dans le département de Liptougou de la province de la Gnagna dans la région de l'Est au Burkina Faso.

## Géographie
Bonsiéga – qui est une commune à centres d'habitations dispersés – est situé à 33 km au Sud-Est de Liptougou.

## Santé et éducation
Bonsiéga accueille un centre de santé et de promotion sociale (CSPS).